# Vivi-Ann Grönqvist
Märta Vivi-Ann Grönqvist (född Lingman), född 8 oktober 1930 i Mattmars församling i Jämtland, död 31 augusti 2014 i Uppsala domkyrkoförsamling i Uppsala, var en svensk diakon och lärare.  

## Biografi
Vivi-Ann Grönqvist var dotter till trafikbiträdet Johan Anselm Lingman och hans hustru Kristina Linnéa Lingman (f. Rask).
Vivi-Ann Grönqvist avlade folkskollärarexamen och arbetade i Uppsala bland annat som ungdomssekreterare i Uppsala ärkestift och som konsulent vid Riksförbundet Kyrkans Ungdom. Så småningom fick hon tjänst först som lärare och senare som studierektor på Samariterhemmet. Hon ingick äktenskap med kyrkoherde Eric Grönquist 1974. Hon flyttade då till Bergsjö där hon som prästfru visade hon stort engagemang i församlingsarbetet. Maken avled i 1979 och då återvände hon till Uppsala och lärartjänst vid Samariterhemmet. Hon utsågs till direktor för Samariterhemmet 1985 och verkade som det fram till 1995. Inför att hon tillträdde som direktor lät hon viga sig till diakonissa. Under hennes tid som direktor startades ett gruppboende för dementa på Ebbagården och en hospiceavdelning på Samariterhemmets sjukhus.  